# Atlantis Lucid Dreaming
Atlantis Lucid Dreaming es un álbum compilación realizado por la banda de metal sinfónico Therion. En esta se encuentran canciones del álbum A'arab Zaraq - Lucid Dreaming y Crowning of Atlantis (1999).

## Canciones
1. "In Remembrance"
2. "Black Fairy"
3. "Fly to the Rainbow" (Scorpions cover)
4. "Under Jolly Roger" (Running Wild cover)
5. "Symphony of the Dead"
6. "Here Comes the Tears" (Judas Priest cover)
7. "Crowning of Atlantis"
8. "Mark of Cain"
9. "Clavicula Nox"
10. "Crazy Nights" (Loudness cover)
11. "From the Dionysian Days"
12. "Thor" (Manowar cover)
13. "Seawinds" (Accept cover)
14. "Black Sun" (En Vivo)